# Райли, Марк
Марк Райли (англ. Marc Riley; 10 июля 1961, Манчестер, Англия) — британский рок-музыкант, получивший известность сначала как участник The Fall (где играл на бас-гитаре, гитаре и позже клавишных), затем как фронтмен Marc Riley & the Creepers. После распада группы Райли стал антрепренёром на инди-сцене и музыкальным журналистом. В 1991 году начал карьеру на радио, получив известность под псевдонимом Лярд (англ. Lard) на BBC Radio 5 и BBC Radio 1, а в 2004 году стал ведущим популярной радиопрограммы на BBC 6 Music.

## Биография
Марк Райли родился 10 июля 1961 года в Манчестере, где в 1978 году окончил среднюю школу Saint Gregory’s (в районе Ардуик), после чего, поработав немного рабочим сцены, стал участником The Fall, группы, которую возглавлял Марк Э. Смит.
Райли пришёл в группу в шестнадцатилетнем возрасте и, как вспоминал позже, подчинялся Смиту как начальнику. Музыкальная пресса поначалу упоминала о нём как о самом обычном, ничем не примечательном участнике группы. «Ивонн <Полетт> мало говорит о музыке или учёбе, но много о Нико, Нико, Нико и Джиме Моррисоне, который, как она убеждена, жив. Марк Райли говорит и думает даже меньше, чем Ивонн», — писал в августе 1978 года Иэн Пенман, New Musical Express, описывая участников группы. «Ветеран по меркам The Fall. Очень популярен у юных Fall-фэнов, которые просят его научить их играть на гитаре, что выглядит очень трогательно.
Менеджер группы <Кэй Кэрролл> утверждает, что он напоминает ей молодого Брайана Джонса», — так был охарактеризован он в пресс-релизе к синглу «Rowche Rumble».
Сначала Райли играл на бас-гитаре (в частности, на втором сингле группы «It’s The New Thing» и дебютном альбоме Live at the Witch Trials). В 1979 году он перешёл за клавишные и оставался за этим инструментом до конца 1982 года, когда окончательно рассорился со Смитом и был уволен (по телефону и как раз в день своей свадьбы).
«Мои отношения с Марком Э. Смитом начались великолепно а закончились… не слишком здорово. Я возможно громче всех высказывал несогласия, хоть и не очень громко — но достаточно, чтобы мне грозили кулаком — или пальцем…», — рассказывал он в 2005 году. «Марк Райли хотел всё делать по-своему: тут они и столкнулись…», — так интерпретировал причину конфликта продюсер Грант Шоубиз.
Райли отмечал, что в инциденте присутствовал характерный для Смита элемент абсурда. По его словам, дело обстояло так: «Мы собирались в Европу через месяц, и он сказал мне: ты не едешь. Я — что? Он: обойдемся без тебя. Я — ну ладно. Он: но если всё пойдет не очень хорошо, мы позвоним тебе и ты вернешься в группу. И я снова — ну ладно. И вот, всё ещё жду звонка».
«Есть лишь одна вещь, перед которой Марк Смит испытывает ужас: это необходимость вспоминать прошлое», — писал в 1983 году NME. Именно поэтому (как утверждал Смит) пришлось уйти Марку Райли. — «Он постоянно говорил: „Ох, это хуже чем то-то или это, что мы делали год назад“, а это совершенно не то, как должны мыслить The Fall», — говорил фронтмен группы.

### Marc Riley & the Creepers
После ухода из The Fall Райли образовал собственную группу, Marc Riley & The Creepers, в состав которой вошли Эдди Фенн (англ. Eddie Fenn), Пол Флетчер (англ. Paul Fletcher) и Пит Киох (англ. Pete Keogh). Параллельно он вместе с Джимом Камбаттой (англ. Jim Khambatta) образовал записывающий лейбл In-Tape Records, где вышли все записи группы, а кроме того — первые релизы Gaye Bykers on Acid, Фрэнка Сайдботтома, Asphalt Ribbons (позже переименовавшихся в Tindersticks) и The Membranes.
Принято считать, что Смит был недоволен «излишней попсовостью» Райли, сольная карьера последнего, по крайней мере, на раннем этапе никак не подтверждает этот вердикт. С Creepers Райли продолжил исполнять диссонантный рок-н-ролл с бесстрастным речитативом вместо вокала, гитарным дисторшном и массированными атаками клавишных. При том, что музыка его группы стала более структурированной и мелодичной, Райли сохранил верность принципам гаражного панка.
Материал всех трех EP был записан в студиях Би-би-си у Джона Пила, и в каждом из них прослеживается любимая тема Райли: высмеивание других групп и музыкантов. За дебютным синглом «Favourite Sister» последовал «Jumper Clown», шутливый выпад в адрес Марка Э. Смита. В Creeping at Maida Vale (#5 UK Indie Chart) заметен трек «Location Bangladesh», — о группах, которые путешествуют по свету в поиске экзотических пейзажей для съемки видеоклипов. Four A’s (#7) содержит «Bard of Woking»: сатиру на Пола Уэллера с его претензиями на звание «народного поэта».
Марк Э. Смит творчество своего бывшего коллеги характеризовал так:

Он повторяет то, что было у нас в 1980-81 годах. Пытается делать вид, будто имел значение в Fall, но когда он был в составе, все песни писали я и Крэйг (Скэнлон). А сейчас он даже пытается и тексты писать, как я. Смешно. Я-то всегда надеялся, что Марк что-нибудь конструктивное сделает — например, войдет в группу типа The Jam, которая ему более бы подходила.— Марк Э. Смит, NME
За Peel Sessions (1984) последовал сборник Cull (#9 UK Indie Chart), куда вошли как работы Creepers, так и ранние записи Райли, в которых заметно влияние Velvet Underground. В июне 1984 года группа выпустила первый полноформатный альбом Gross Out, за которым последовал Fancy Meeting God!.
После выхода концертного альбома Warts 'n' All (#5) в конце того же года Райли распустил старый состав и образовал трио The Creepers вместе с Марком Тилтоном (экс-Membranes) и Филом Робетсом из Shrubs. Первым релизом группы стал кавер «Baby’s On Fire» Брайана Ино (#8 UK Indie Chart), за которым последовал альбом Miserable Sinners. Группа подписала новый контракт с Red Rhino Records, где вышли сингл Brute, второй альбом Rock 'n' Roll Liquorice Flavour (1988) и ретроспективная компиляция Sleeper (1989).

#### После распада
После распада The Creepers Эдди Фенн образовал группу Bargepole; затем некоторое время записывался самостоятельно — в студии, которую оборудовал в собственном доме. Пол Флетчер перешёл в манчестерскую группу Wilder. Пит Киох стал участников The Miseries. Марк Тилтон окончил киноколледж в Лондоне и стал режиссёром. Фил Робертс вернулся в родной Уотфорд после чего (согласно Melody Maker, 1994) «…о нём больше не слышали».

### 1987 —
В 1987 году Марк Райли принял участие в подготовке и записи альбома-трибьюта Джонни Кэшу (для Terence Higgins Trust), в котором в числе прочих приняли участие Марк Алмонд, Мишель Шокд, Дэвид МакКумб (The Triffids), а также Джон Лэнгфорд (The Mekons, The Three Johns). С последним Райли собрал свою новую группу, The Lost Soul Crusaders, куда вошли также Гари Лукас (Captain Beefheart), Тони Маймони (Pere Ubu) и Стив Голдинг (экс-Mekons). Своё название этот ансамбль позаимствовал у вымышленного музыкального коллектива во главе с Джонни Кэшем, появившегося в детективном телесериале «Коломбо». На перспективах группы, однако, пришлось поставить крест в 1989 году после коллапса Red Rhyno Records.
Решив, что с музыкальной карьерой на этом покончено, Марк Райли некоторое время работал художником и юмористом: его перу и кисти принадлежат комиксы «Harry The Head» и «Doctor Mooney» (журнал Oink!). Постепенно он вернулся в бизнес в качестве агента и продюсера, сотрудничая с исполнителями 4AD и Factory, в частности, с Happy Mondays, The Pixies и Cocteau Twins. Именно в этом качестве Райли и попал впервые на Би-би-си, где сначала работал на незадолго до этого созданном Radio 5, а затем получил собственную программу «Hit The North», и тут же приобрел массовую популярность «благодаря остроумию, обаянию и глубокому знанию музыки».
Новый босс BBC Radio 1 Мэтью «Роджер» Баннистер взял к себе под крыло «Hit The North», где уже сформировался радиодуэт Mark and Lard: Марк Рэдклифф и Марк Райли. Позже Рэдклифф и Райли образовали группу The Shirehorses, которая выступила на фестивале Гластонбери в 1997 году и выпустила два юмористических альбома.
В 2004 году Райли перешёл на Radio 6, где вёл популярную вечернюю программу Brain Surgery, номинированную на Sony Radio Academy Awards 2008.
Марк Райли не общается с Марком Э. Смитом, но недавно встретился с ним на праздновании дня рождения общего знакомого: оба договорились «…забыть о прошлом, потому что жизнь слишком коротка».

## Дискография

### Marc Riley and The Creepers

#### Синглы
- Favourite Sister (1983, In-Tape)
- Jumper Clown (1983, In-Tape)
- Creeping at Maida Vale (1984, In-Tape) #5 UK Indie Charts
- Pollystiffs (1984, In-Tape) #11
- Shadow Figure (1984, In-Tape) #5
- 4 A’s From Maida Vale (1985, In-Tape) #7

#### Альбомы
- Cull (1984, In-Tape) #9
- Gross Out (1984, In-Tape) #11
- Fancy Meeting God (1985, In-Tape) #23
- Live — Warts 'n' All (1985, In-Tape) #5

### The Creepers

#### Синглы
- Baby’s On Fire (1986, In-Tape) #8
- Brute (1987, Red Rhino) #29

#### Альбомы
- Miserable Sinners (1986, In-Tape, IT039) #14
- Rock 'N' Roll Liquorice Flavour (1988, Red Rhino)
- Sleeper : a retrospective (1989, Bleed Records, двойной альбом)

### The Shirehorses
- The worst album…in the world…ever…EVER! (1997, #22 UK)
- Our Kid Eh (2001, #18 UK)